# CAM-schip

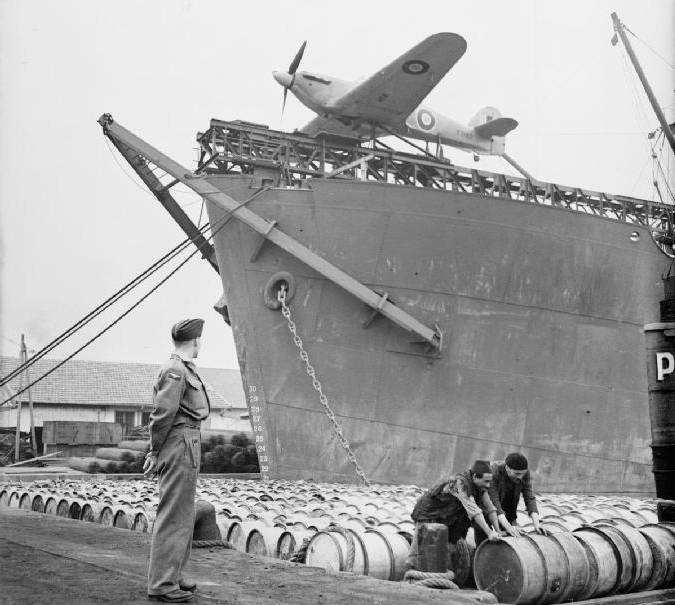
Hawker Sea Hurricane W9182 op het vliegdek van een CAM-schip

Een CAM-schip (Catapult Aircraft Merchantmen-ship) was een Britse uitvinding en ontwikkeling om oorlogsschepen en vrachtschepen in de Tweede Wereldoorlog uit te rusten met een mini-vliegdek in de herfst van 1941.
Voor de rest van het jaar 1941 volgde er een pauze in de activiteit van U-boten van de Kriegsmarine, waarmee de Britse marine in gevecht was. Vele boten werden aan het voornaamste gevechtsgebied onttrokken. Anderen werkten met afwisselend succes, en na 32 schepen (157.000 ton) in oktober, werden er in november slechts 13 schepen (62.000 ton) tot zinken gebracht, het laagste totaal sinds mei van het voorgaande jaar.
Van deze pauze profiteerden de Britten om een nieuwe ontwikkeling en uitvinding in praktijk te brengen. In de herfst van 1941 werden enkele schepen uitgerust met een vliegdek waarvan met behulp van een katapult een vliegtuig gelanceerd kon worden. Deze CAM-schepen (Catapult Aircraft Merchantmen) voerden een enkel Hawker Hurricane-jachtvliegtuig mee. De Hurricane werd van een horizontale stelling lanceerbalk weggeschoten met een stootraket, onderaan de steunbalk waarop het toestel stond. Het toestel werd dan gelanceerd, geholpen door zijn eigen propellerkracht. De lanceerarm kon uitgedraaid worden en in de wind gericht worden, zodat het vliegtuig direct stijgvermogen kreeg. Het was een ingenieuze oplossing voor de bestrijding van het U-bootgevaar.
Landen was niet mogelijk; na de actie sprong de piloot er met zijn parachute uit, waarbij het vliegtuig verloren ging.   
Later werden deze Hurricanes uitgerust met een landingsgestel voor op het water, zodat het toestel weer geborgen kon worden.